# Kompung Bay
Kompung Trach o Krong Kampot es uno de los ocho distritos que forman la provincia camboyana de Kompot, con una población estimada en marzo de 2008 de 36 367 habitantes. Está dividido en las siguientes  comunas (khum), que se muestran asimismo con población estimada de 2008:
- Andoung Khmaer 10,923
- Kampong Bay 6,376
- Kampong Kandal 8,285
- Krang Ampil 4,632
- Traeuy Kaoh 6,151[1]